# 常盤ダム (長野県)
常盤ダム（ときわダム）は、長野県木曽郡木曽町三岳に位置する、木曽川水系王滝川に建設されたダムである。周辺の地名をとって大島ダムともいう。関西電力株式会社が保有する水力発電用ダムであり、常盤発電所へ送水して最大1万5,000キロワットの電力を発生する。

## 設備構成

### ダム
常盤ダムは、木曽川支流の王滝川を横断する形で築造されたダムである。牧尾ダムの下流、木曽ダムの上流に位置する。形式は越流型直線重力式コンクリートダム。ダムの堤高（基礎岩盤からの高さ）は24.0メートル、堤頂長（頂上部長さ）は111.89メートル、堤体積（堤体の体積）は2万6,5771立方メートル。ダムには洪水吐としてラジアルゲートが6門並ぶ。
ダムによって形成される調整池は湛水面積0.3平方キロメートル・総貯水量は128万8,000立方メートルで、そのうち満水位標高783.0メートルから3.0メートル以内の有効貯水量は66万4,000立方メートルに及ぶ（数字は2008年3月末時点）。

### 発電所

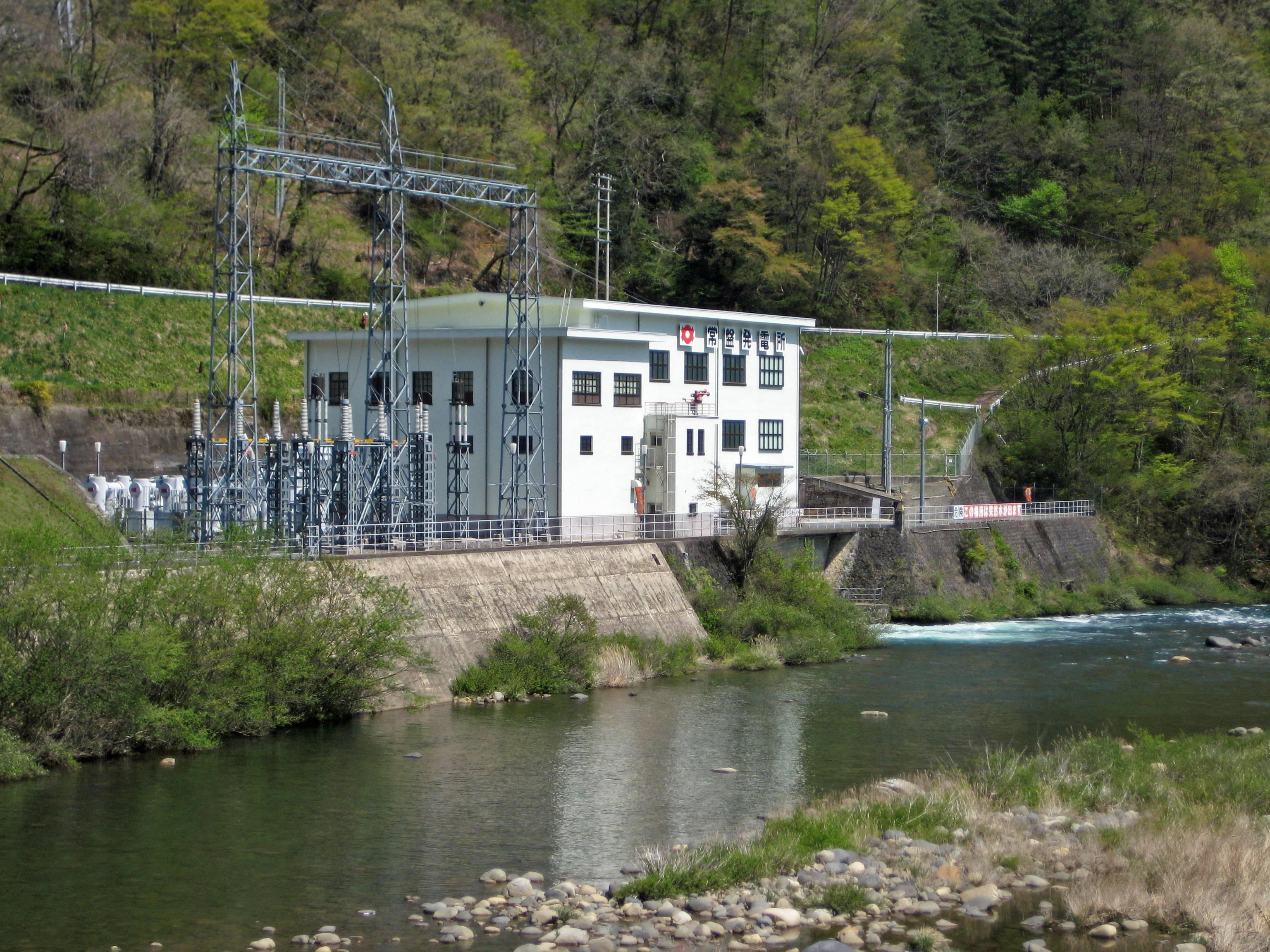
常盤発電所

常盤ダムから取水する常盤発電所は、下流の木曽町三岳（旧・三岳村）字大半場に位置する（北緯35度49分21.3秒 東経137度38分34.5秒 / 北緯35.822583度 東経137.642917度）。最大使用水量48.80立方メートル毎秒・有効落差35.55メートルにて最大1万5,000キロワットを発電している。
取水口は常盤ダム左岸にあり、ここから2.7キロメートルの導水路（耐圧トンネル、一部のみ暗渠で構成）によって発電所へ導水される。発電所の上部水槽として単動式サージタンクを設置し、そこ水車発電機へと水を落とす水圧鉄管は長さ64メートルのものを2条設置する。水車発電機は2組あり、水車は立軸単輪単流渦巻フランシス水車を採用、発電機は容量8,600キロボルトアンペア・周波数60ヘルツのものを備える。水車・発電機ともに日立製作所製。

## 歴史

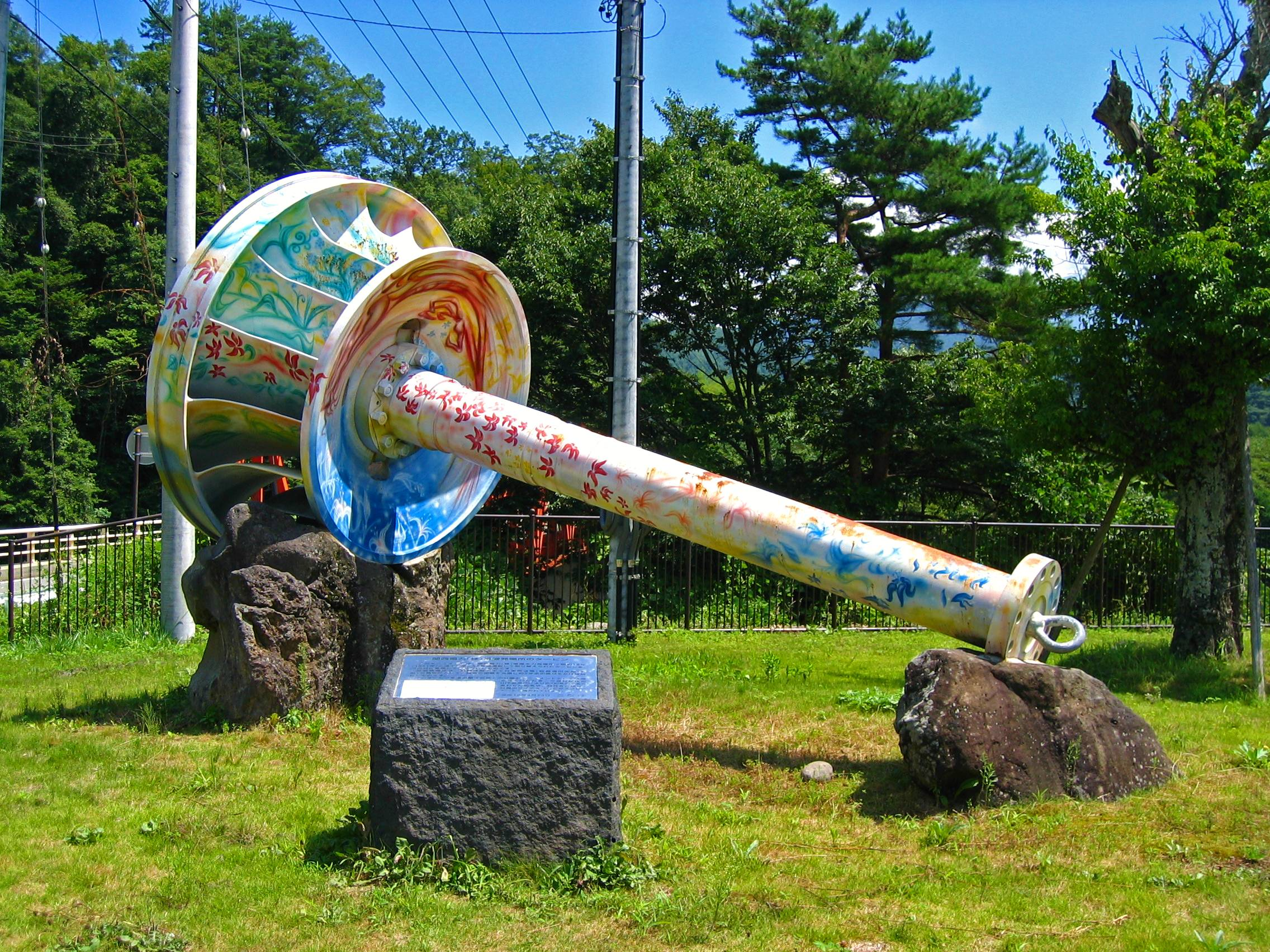
常盤発電所旧水車（道の駅三岳）

大井発電所など木曽川開発を手掛けた大正・昭和戦前期の大手電力会社大同電力は、王滝川における水力開発も計画し、1925年（大正14年）4月に王滝川にて3地点の水利権を獲得した。このうち「王滝川第一」という地点は、取水口を王滝川右岸の三岳村字大島に、発電所を同村字大畑に設け有効落差57.6メートル・出力5,200キロワットの水路式発電所として開発される予定であった。
その後の計画変更の中で、上記「王滝川第一」地点は上下に分割され、下流側は木曽川本川の寝覚地点に組み入れられて寝覚発電所として開発された。残された上流側は「常盤」地点となり、取水口を王滝川左岸の三岳村字下殿へ移して取水堰をダムに改めて調整池を設ける、発電所位置を同村字大半場に変更する、使用水量を寝覚発電所の王滝川取水量（44.52立方メートル毎秒）に一致させる、といった設計変更が加えられた。変更により、有効落差は36.87メートルへと減少したが、発電所出力は反対に1万3,400キロワットへと増加することとなった。1938年（昭和13年）12月、大同電力は計画変更と工事施工の許認可を得た。
翌1939年（昭和14年）4月に大同電力が解散したのに伴い、電力国家管理を目的とする国策電力会社日本発送電が「常盤」地点の開発を引き継ぎ、同年6月その工事に着手した。日中戦争下、資材・労力の事情が悪化する中での工事であり、さらに1940年（昭和15年）4月3日に洪水被害を受けてダム仮締切が流出するという障害もあったが、昼夜兼行の工事の結果、工期は予定より3か月短縮され1941年（昭和16年）7月31日に常盤発電所は運転開始に至った。この段階ではダム工事が一部未完成であったが、1942年（昭和17年）12月21日付でダム完成に伴って発電所出力が1万3,400キロワットから1万4,6000キロワットへと引き上げられた。
1951年（昭和26年）5月1日実施の電気事業再編成では、常盤発電所はほかの木曽川の発電所とともに供給区域外ながら関西電力へと継承された。日本発送電設備の帰属先を発生電力の主消費地によって決定するという「潮流主義」の原則に基づき、木曽川筋の発電所が関西電力所管となったことによる。
関西電力が保有する木曽川水系の発電所では、1992年度より老朽化設備のリフレッシュ工事が始められており、その一環として常盤発電所においても2000年（平成12年）3月に更新工事が竣工し、従前と同じ使用水量ながら発電所出力が400キロワット増強された。以後発電所出力は1万5,000キロワットとなっている。

## 周辺
木曽川本川沿いを走る国道19号から、支流の王滝川に沿って長野県道20号開田三岳福島線が分岐している。これを上流へと進むと、木曽ダムを過ぎて旧・三岳村の市街地に入る。黒沢交差点を左折し、長野県道256号御岳王滝黒沢線を進むと間もなく常盤ダムである。常盤ダム左岸に管理所があり、これに隣接する運動場から金網フェンス越しに常盤ダムを望むことができる。管理所を含めダム天端への一般の立ち入りは制限されている。
常盤ダム湖畔には、中国人労働者の死を悼む慰霊碑がある。日本発送電は常盤ダムを完成させた翌年、続けざまに御岳発電所の建設工事に着手。工事には多くの中国人・朝鮮人労働者が強制労働を強いられ、多くの犠牲が生じた。御岳発電所は常盤ダム湖の上流端に位置し、上流に建設した王滝川ダムからの送水を受けて発電を行っている。発電に使用した水は常盤ダムに放流され、その水を常盤発電所を通じて下流の木曽ダムに放流している。なお、常盤ダムのすぐ上流には発電所の近くにある道の駅三岳では、かつて常盤発電所で使用していた発電用水車が展示保存されている。また、周辺はブッポウソウの繁殖地としても知られている。

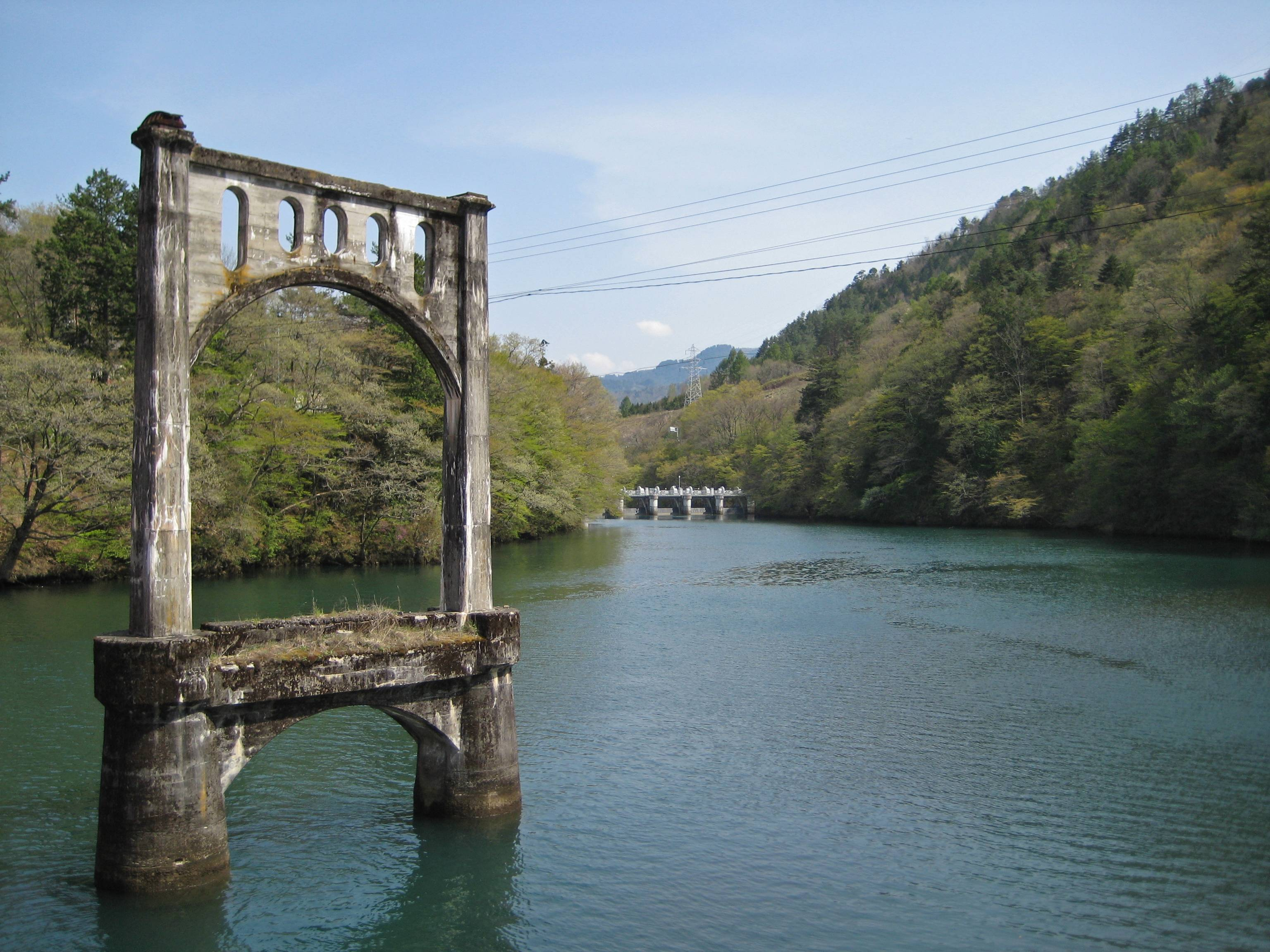
常盤ダム湖
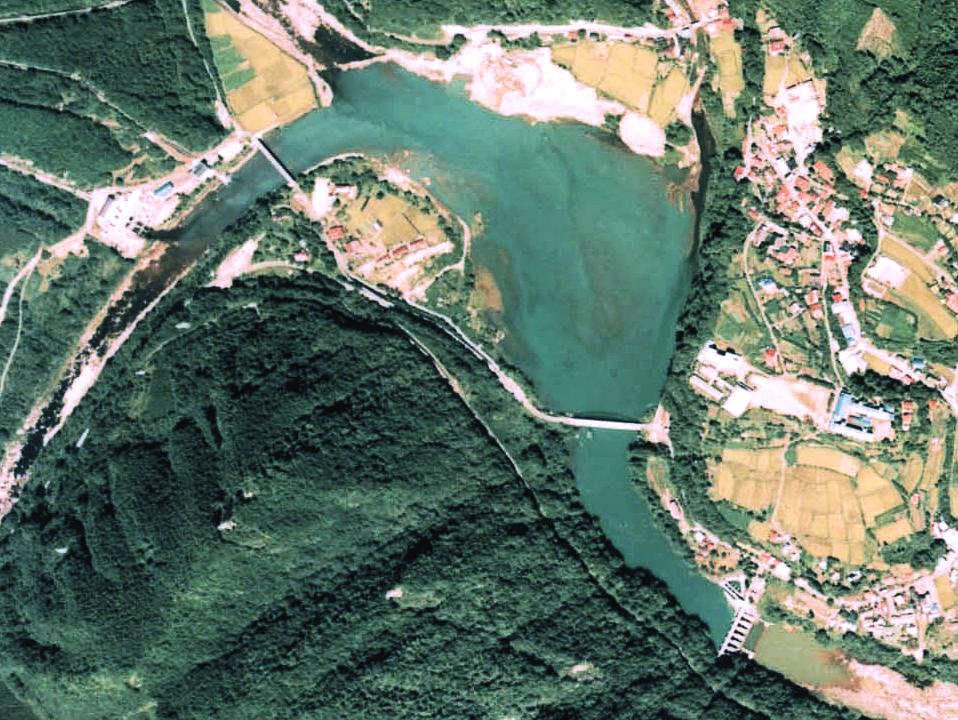
常盤ダム湖空撮（1977年撮影）
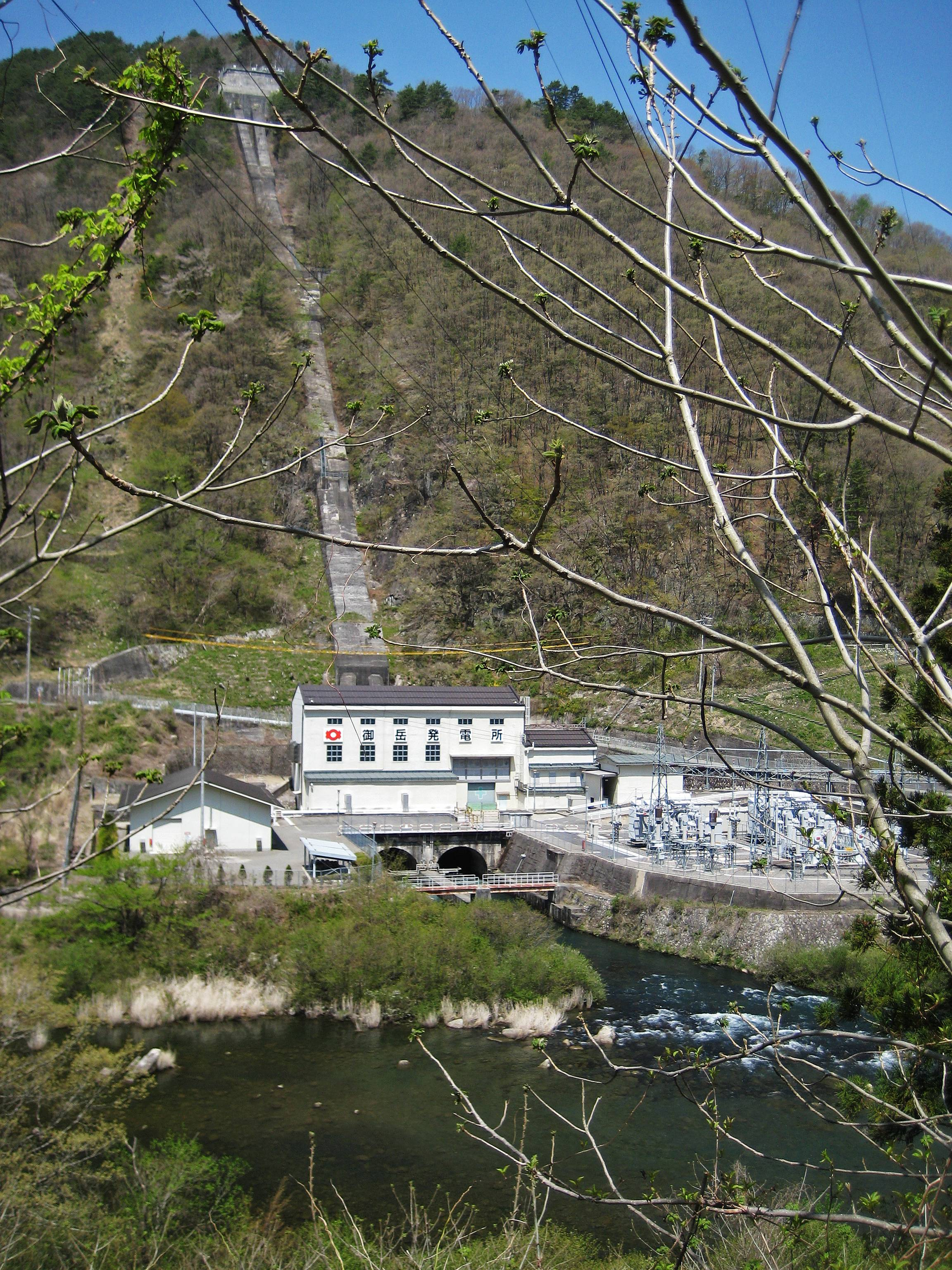
御岳発電所
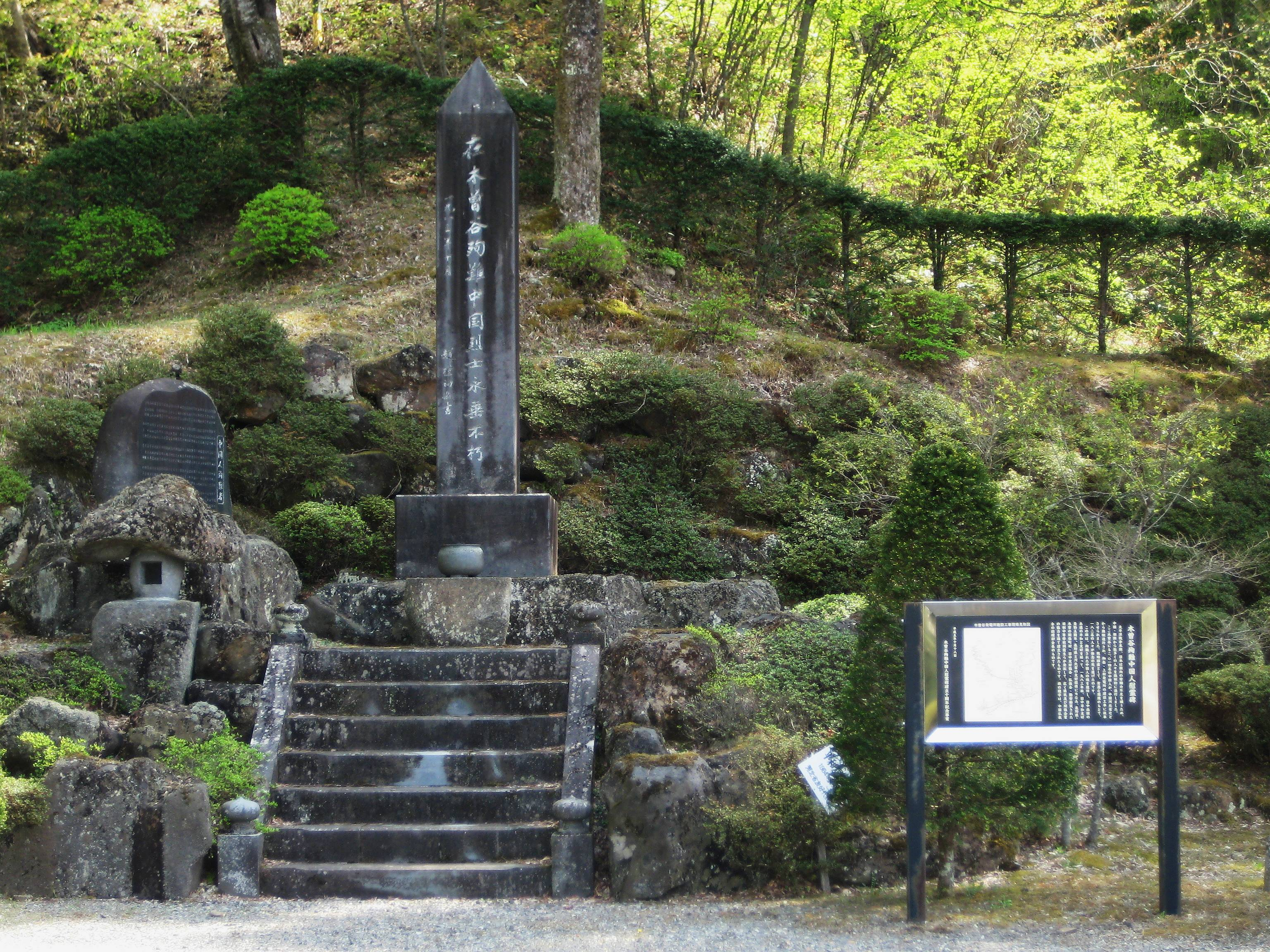
御岳発電所工事殉職者慰霊碑